# 幸せな人生を
『幸せな人生を』（しあわせなじんせいを、英: Many Happy Returns）は、BBCが2013年に制作したドラマ『SHERLOCK』のシーズン3 前日譚である。BBCの公式サイトなどを通じて2013年12月24日に配信が開始された。日本語字幕版は、2014年5月8日にNHKの公式サイトなどで配信が開始され、現在ではYouTubeのBBC公式チャンネルでの配信からのみ視聴可能（後述）。
原案は公式には発表されていないが、『空き家の冒険』中の大空白時代に関する記述を元に製作されている。

## あらすじ
アンダーソンは、パブへレストレードを呼び出し、世界中で起きた事件が、死んだはずのシャーロックによって解決されているのではないかと話す。アンダーソンは、シーズン2最終話『ライヘンバッハ・ヒーロー』後、スコットランドヤードを追われた様子で、無精髭まで生やしている。アンダーソンの推論は、シャーロックを自分の疑念で自殺させてしまった罪悪感がなせる幻想だとして、レストレードは全く取り合わない。その上、ジョンに届けるものがあるとしてパブを出て行ってしまう。しかしアンダーソンは、事件の起こった箇所が段々と英国に近付いていることに気付き、シャーロックがそろそろ帰国するのではと独り言つ。
場面はジョンの自宅に変わる。シャーロックの死後、ベーカー街を出て一人暮らしを始めた様子のジョンの元へ、ヤードにあったシャーロックの遺品を持ってレストレードがやってくる。遺品の中にはDVDがあり、シャーロックからのビデオレターが含まれていた。ビデオレターは、シャーロックがジョンの誕生会を欠席した時のもので、レストレードは「ノーカット版だから面白い」とジョンに伝える。ジョンは「辛いから観ないと思うけど」と言いつつも、レストレードが帰った後にDVDを再生する。
ジョンが再生してみると、彼に対して失礼なことを言い続けるシャーロックが映っていたが、久々に見る親友の姿に彼は相好を崩す。ジョンがシャーロックの言葉の合間に「死んでるのやめてくれ」と呟くと、それに答えるかのように画面中のシャーロックが返事をする。ビデオレターとして収録された部分には、「今は忙しいが、すぐにそっちに戻る」との言葉が収録されていた。この言葉は、偶然ながらシャーロックの帰還を示唆するように聞こえるのだった。

## キャスト
- シャーロック・ホームズ - ベネディクト・カンバーバッチ
- ジョン・ワトスン - マーティン・フリーマン
- レストレード警部 - ルパート・グレイヴス
- アンダーソン - ジョナサン・アリス

## 配信
この作品は2013年12月24日に、BBC iPlayer、BBC Red Button、YouTubeのBBC公式チャンネルを通じて配信が開始された。BBC iPlayer、BBC Red Buttonでは150万回以上再生され、脚本担当のマーク・ゲイティスは、「驚くべき反応だね」とコメントしている。この作品はシーズン3・エピソード1の『空の霊柩車』放送に1週間先行して配信されている。
現在は、BBCホームページのオフィシャルサイト、YouTubeの公式アカウント上で視聴することができる。また、BBC iPlayerからは削除済であるが、この作品自体はシーズン3のDVDボックスに収録されている。
なお、途中ハンブルクの陪審シーンがドイツ語で演じられるため、この部分には英語字幕が付けられている。
日本語字幕版は、2014年5月8日から、NHKオンライン「どーがステーション」、YouTubeとニコニコ動画のNHK公式チャンネルを通じて配信された。また、「どーがステーション」、ニコニコ動画のNHK公式チャンネルでは2014年12月に再配信が行われた。現在ではそれらの配信は終了しているものの、YouTubeのBBC公式チャンネルでの配信に日本語字幕が追加されたためそちらから視聴できる。また、2024年現在日本語吹き替え版の制作や放送・配信は確認されていない。

## エピソード
ドラマ本編と連動して書かれているジョンのブログには、この作品に関する記事が存在し、10月初旬頃にレストレードがやってきた設定にされている。
原題の"Many Happy Returns"は、「この佳き日が何度も巡ってきますように」という意味で、誕生日のお祝いに述べられる言葉である。
アンダーソンが言う「シャーロックによる解決事件」は以下の3件である。まずチベットの僧院で薬物の女売人が発見された事件、インド・ニューデリーの殺人事件、そしてドイツ・ハンブルクで『十二人の怒れる男』ばりに、無罪評決をひっくり返した「謎の陪審員事件」である。また、その後もアンダーソンが見つめていた地図から、アムステルダム・ベルギーなどでも事件を解決していたことが仄めかされる。
シャーロックの遺品としてレストレードが持ってきた箱の中には、ビデオレターを収めたDVDの他に、『ピンク色の研究』の被害者ジェニファーのものと思われる携帯、何かが書かれたメモ用紙、ニコチンパッチ、黄色いデスマスク、そして「LMS 16032」とプリントされた小さなおもちゃの機関車が入っている。機関車はホーンビィ社製のもので、「LMS」とは運行会社のロンドン・ミッドランド・アンド・スコティッシュ鉄道を示す。
冒頭にあるチベットの僧院でのシーンは、元々『空の霊柩車』の初稿にあったものである。また、トレポフ氏有罪を報じる英字新聞のタイトルは「CAM GLOBAL NEWS」だが、これはシーズン3の悪役・マグヌッセンの会社が発行する新聞である。

## 原作との対比
このエピソードは、『空き家の冒険』中でホームズが述べた、大空白時代の記述に基づいて書かれている。アンダーソンが述べるように、シャーロックは段々と英国に近付くように帰ってくるが、これは原典でのホームズと同じである。最初の事件はチベットで起きるが、ホームズは大空白時代にチベットに行き、ラマと面会したことが語られている。
ニューデリーで起きた事件では、「被害者のアイスクリームコーンにチョコフレークが沈み込んだ深さ」で犯人が判明する。これは、『六つのナポレオン』中で言及される、「暑い日にパセリがバターに沈んだ深さ」からホームズが着目したアバーネッティ一家の事件に由来する。
ハンブルクの陪審で、妻殺しの罪に問われているトレポフ氏の名字は、『ボヘミアの醜聞』で「トレポフ殺人事件」(in the case of the Trepoff murder) として言及されている。
ジョンの元へ届けられる黄色いマスクは、『黄色い顔』を意識したものである。